# Élections législatives de 1936 dans la Mayenne
Les élections législatives françaises de 1936 ont lieu les 26 avril et 3 mai. Dans le département de la Mayenne, quatre députés sont à élire dans le cadre de quatre circonscriptions.

## Élus
| Député élu              | Groupe politique | Groupe politique                                                  |
| ----------------------- | ---------------- | ----------------------------------------------------------------- |
| Jacques Duboys-Fresney  |                  | URD                                                               |
| Félix Grat              |                  | URD                                                               |
| Georges Denis           |                  | Alliance des républicains de gauche et des radicaux indépendants. |
| Jean Chaulin-Servinière |                  | Gauche démocratique et radicale indépendante                      |

## Résultats à l'échelle du département
| Partis         | Partis                                           | Premier tour | Premier tour | Deuxième tour | Deuxième tour | Sièges |
| Partis         | Partis                                           | Voix         | %            | Voix          | %             | Sièges |
| -------------- | ------------------------------------------------ | ------------ | ------------ | ------------- | ------------- | ------ |
|                | Conservateur                                     | 131          | 0,22         |               |               | 0      |
|                | Fédération républicaine                          | 20 418       | 33,62        | 21 437        | 43,94         | 2      |
|                | Radicaux indépendants                            | 8 403        | 13,84        |               |               | 1      |
|                | Républicains de gauche                           | 7 381        | 12,15        | 7 338         | 15,04         | 1      |
|                | Démocrate populaire                              | 5 866        | 9,66         | 5 649         | 11,58         | 0      |
|                | Droite Parlementaire                             | 42 199       | 69,49        | 34 424        | 70,56         | 4      |
|                |                                                  |              |              |               |               |        |
|                | Parti communiste-SFIC                            | 734          | 1,21         |               |               | 0      |
|                | Section française de l'Internationale ouvrière   | 105          | 0,17         | 0             |               |        |
|                | Parti républicain, radical et radical-socialiste | 17 546       | 28,89        | 14 308        | 29,33         | 0      |
|                | Front populaire                                  | 18 385       | 30,28        | 14 308        | 29,33         | 0      |
|                |                                                  |              |              |               |               |        |
|                | Divers                                           | 142          | 0,23         | 55            | 0,11          | 0      |
|                |                                                  |              |              |               |               |        |
| Inscrits       | Inscrits                                         | 73 376       | 100,00       | 57 526        | 100,00        | 4      |
| Votants        | Votants                                          | 63 531       | 86,58        | 49 978        | 86,88         |        |
| Abstentions    | Abstentions                                      | 9 845        | 13,42        | 7 548         | 13,12         |        |
| Blancs et nuls | Blancs et nuls                                   | 2 805        | 4,42         | 1 191         | 2,38          |        |
| Exprimés       | Exprimés                                         | 60 726       | 95,58        | 48 787        | 97,62         |        |

## Résultats par arrondissement

### Arrondissement de Château-Gontier
| Candidats      | Candidats              | Étiquette      | Premier tour | Premier tour | Deuxième tour | Deuxième tour |
| Candidats      | Candidats              | Étiquette      | Voix         | %            | Voix          | %             |
| -------------- | ---------------------- | -------------- | ------------ | ------------ | ------------- | ------------- |
|                | Jacques Duboys-Fresney | URD-Féd. Rép.  | 7 927        | 45,32        | 11 529        | 67,01         |
|                | Georges Hoog           | JR             | 4 387        | 25,08        | 5 649         | 32,83         |
|                | Xavier de Quatrebarbes | URD            | 2 724        | 15,57        |               |               |
|                | Coupeau                | Dem. pop.      | 1 479        | 8,46         |               |               |
|                | Martin                 | URD            | 609          | 3,48         |               |               |
|                | Georges Tessier        | PC-SFIC        | 232          | 1,33         |               |               |
|                | Naudet                 | URD            | 133          | 0,76         |               |               |
|                |                        | Divers         | 1            | 0,01         | 27            | 0,16          |
|                |                        |                |              |              |               |               |
| Inscrits       | Inscrits               | Inscrits       | 20 821       | 100,00       | 20 819        | 100,00        |
| Votants        | Votants                | Votants        | 18 327       | 88,02        | 17 785        | 85,43         |
| Abstention     | Abstention             | Abstention     | 2 494        | 11,98        | 3 034         | 14,57         |
| Blancs et nuls | Blancs et nuls         | Blancs et nuls | 835          | 4,56         | 580           | 3,26          |
| Exprimés       | Exprimés               | Exprimés       | 17 492       | 95,44        | 17 205        | 96,74         |

### Arrondissement de Laval
| Candidats      | Candidats      | Étiquette      | Premier tour | Premier tour | Deuxième tour | Deuxième tour |
| Candidats      | Candidats      | Étiquette      | Voix         | %            | Voix          | %             |
| -------------- | -------------- | -------------- | ------------ | ------------ | ------------- | ------------- |
|                | Félix Grat     | URD-Féd. Rép.  | 9 025        | 46,98        | 9 908         | 51,25         |
|                | Joseph Boüessé | PRRRS          | 7 225        | 37,61        | 9 403         | 48,63         |
|                | Château        | PRRRS          | 2 459        | 12,80        |               |               |
|                | Louis Dufrenoy | PC-SFIC        | 502          | 2,61         |               |               |
|                |                | Divers         |              |              | 23            | 0,12          |
|                |                |                |              |              |               |               |
| Inscrits       | Inscrits       | Inscrits       | 22 801       | 100,00       | 22 801        | 100,00        |
| Votants        | Votants        | Votants        | 20 006       | 87,74        | 19 795        | 86,82         |
| Abstention     | Abstention     | Abstention     | 2 795        | 12,26        | 3 006         | 13,18         |
| Blancs et nuls | Blancs et nuls | Blancs et nuls | 795          | 3,97         | 461           | 2,33          |
| Exprimés       | Exprimés       | Exprimés       | 19 211       | 96,03        | 19 334        | 97,67         |

### Arrondissement de Mayenne

#### 1recirconscription
| Candidats      | Candidats         | Étiquette                | Premier tour | Premier tour | Deuxième tour | Deuxième tour |
| Candidats      | Candidats         | Étiquette                | Voix         | %            | Voix          | %             |
| -------------- | ----------------- | ------------------------ | ------------ | ------------ | ------------- | ------------- |
|                | Georges Denis     | Rép. de gauche-All. Dém. | 4 357        | 36,31        | 5 418         | 44,24         |
|                | Martin            | PRRRS                    | 4 216        | 35,13        | 4 905         | 40,05         |
|                | Léon Brière       | Rép. de gauche           | 3 024        | 25,20        | 1 920         | 15,68         |
|                | Constant Quénioux | Rad. ind.                | 212          | 1,77         |               |               |
|                | Ernest Moreau     | SFIO diss.               | 105          | 0,88         |               |               |
|                | Marcel Thibault   | PC-SFIC                  | 86           | 0,72         | 5             | 0,04          |
|                |                   |                          |              |              |               |               |
| Inscrits       | Inscrits          | Inscrits                 | 13 906       | 100,00       | 13 906        | 100,00        |
| Votants        | Votants           | Votants                  | 12 311       | 88,53        | 12 398        | 89,16         |
| Abstentions    | Abstentions       | Abstentions              | 1 595        | 11,47        | 1 508         | 10,84         |
| Blancs et nuls | Blancs et nuls    | Blancs et nuls           | 311          | 2,53         | 150           | 1,21          |
| Exprimés       | Exprimés          | Exprimés                 | 12 000       | 97,47        | 12 248        | 98,79         |

#### 2ecirconscription
| Candidats      | Candidats               | Étiquette      | Premier tour | Premier tour |
| Candidats      | Candidats               | Étiquette      | Voix         | %            |
| -------------- | ----------------------- | -------------- | ------------ | ------------ |
|                | Jean Chaulin-Servinière | Rad. Indé.     | 8 190        | 68,13        |
|                | Poirrier                | PRRRS          | 3 645        | 30,33        |
|                | Pugeolle                | Conservateur   | 131          | 1,09         |
|                | Tavard                  | PC-SFIC        | 55           | 0,46         |
|                |                         |                |              |              |
| Inscrits       | Inscrits                | Inscrits       | 15 848       | 100,00       |
| Votants        | Votants                 | Votants        | 12 887       | 81,32        |
| Abstention     | Abstention              | Abstention     | 2 961        | 18,68        |
| Blancs et nuls | Blancs et nuls          | Blancs et nuls | 864          | 6,70         |
| Exprimés       | Exprimés                | Exprimés       | 12 023       | 93,30        |